# Drôme
Drôme är ett franskt departement i regionen Auvergne-Rhône-Alpes. Huvudort är Valence. Departementet har fått sitt namn efter floden Drôme.
I den tidigare regionindelningen som gällde fram till 2015 tillhörde Drôme regionen Rhône-Alpes.